# Покидченко Людмила Анатоліївна
Людмила Анатоліївна Покидченко (нар. 25 липня 1957, м. Суми) — українська архівістка, краєзнавиця, популяризаторка історії Сумщини, дослідниця Голодомору в Україні. Заслужений працівник культури України (2007).

## Життєпис
Народилася 25 липня 1957 року в Сумах. 1974 року закінчила Сумську середню школу № 15.
Навчалася на філологічному факультеті Сумського державного педагогічного інституту (нині — Сумський державний педагогічний університет імені А. С. Макаренка), після закінчення якого працювала вчителем російської мови і літератури в Бобрицькій середній школі Роменського району, Сумській середній школі робітничої молоді, Сумській середній школі № 6 (1978—1979).
У 1979—1983 роках обіймала посади бібліотекаря та старшого бібліографа в Сумській обласній науковій медичній бібліотеці. З грудня 1983 по липень 2013 року працювала у Державному архіві Сумської області, пройшовши шлях від старшого архівіста до заступника директора.
Авторка численних наукових досліджень і публікацій, краєзнавчих розвідок, присвячених історії міста Суми і області, темам репресій, голодомору, розкуркулення, українізації тощо. Публікувала статті в місцевих періодичних виданнях, часописах «Архіви України», «Пам'ятки України: історія та культура», «Архівіст», «Сумський історико-архівний журнал».
Підготувала майже 40 виступів на обласному радіо і телебаченні. Учасниця наукових історико-краєзнавчих конференцій та різноманітних просвітницьких заходів, організованих Державним архівом Сумської області, Сумським державним педагогічним університетом імені А. С. Макаренка, Сумським державним університетом, Сумською обласною універсальною науковою бібліотекою.
Нагороджена почесними грамотами голови Сумської обласної державної адміністрації (1998, 2004), ювілейною медаллю "10 років Незалежності України (2001), удостоєна звання Заслужений працівник культури України (2007).

## Наукова робота
Людмила Покидченко першою з науковців дослідила історію адміністративно-територіального устрою Сумщини від часів виникнення перших поселень на території області до прийняття Конституції незалежної України. Результатом її роботи став науковий довідник «Сумщина від давнини до сьогодення» (2000), який було відзначено найвищою нагородою українських архівістів — премією імені Василя Веретенникова за кращі наукові дослідження в галузі архівознавства (2002).
Багато уваги приділяла питанням дослідження історії архівної справи на Сумщині. За підготовку буклета «Державний архів Сумської області. 75 років» (2000) була удостоєна другої премії конкурсу науково-методичних і науково-інформаційних робіт з архівознавства, документознавства, археографії за 2000—2001 роки. Вона є авторкою-упорядницею путівника «Державний архів Сумської області» (2002), що вийшов в рамках державної програми «Архівні зібрання України». Путівник містить відомості про склад і зміст фондів Держархіву Сумщини за 1710—2011 роки. Авторка численних статей про архівістів Сумської області.
Дослідила історію єврейства в документальних і друкованих архівних джерелах, підготувала низку публікацій за цією темою, завдяки чому стало можливим введення в науковий обіг значного масиву раніше невідомих документів з історії єврейського народу. За підготовку путівника «История украинского еврейства в документальных и печатных источниках Госархива Сумской области» (2001) удостоєна премії імені Василя Веретенникова (2003).
Результатом копіткої роботи щодо виявлення документів, які висвітлюють причини, перебіг та наслідки Голодомору в Україні, став упорядкований Людмилою Покидченко збірник «Голодомор 1932—1933 років на Сумщині». Брала участь у створенні «Національної книги пам'яті жертв голодомору 1932—1933 років в Україні. Сумська область» — спеціалісти ДАСО під керівництвом Л. А. Покидченко опрацювали книги РАГС 1932—1933 років для створення реєстру фондів меморіального характеру та поіменного списку померлих від голоду.
Дослідила і упорядкувала особистий фонд Геннадія Терентійовича Петрова — відомого сумського краєзнавця і журналіста, який належав до кола шістдесятників. Підготувала до друку його щоденники, нариси і статті — фундаментальне видання обсягом до тисячі сторінок. Ініціювала проведення в Сумах «Петровських читань».
Багато уваги Людмила Покидченко приділила вивченню архівних документів про історію династії українських цукрозаводчиків і меценатів Харитоненків, увічненню їх пам'яті та відновленню в Сумах пам'ятника Івану Герасимовичу Харитоненку. Вона вперше документально  довела, що авторами цього пам'ятника були скульптори О. Опєкушин та А. Круазі. Англійська журналістка і мистецтвознавиця Кетлін Маррелл, яка побувала в Сумах та опублікувала статтю про історію роду Харитоненків, відзначила, що в Сумах проводиться кампанія по відродженню пам'ятника І.  Г. Харитоненку, розпочата архіваріусом Людмилою Покидченко, істориком Геннадієм Петровим та редактором газети «Панорама Сумщини» Миколою Чугаєм.
Опрацювала особистий архів камерної співачки Євфалії Хатаєвої (1891—1945), доля якої пов'язана з Сумами і Охтиркою, підготувала до друку її щоденники, листи, фотографії, які висвітлюють історію інтелігенції початку ХХ століття — події революції, громадянської війни, першої хвилі еміграції.

## Вибрані праці

### Окремі видання
- Сумщина від давнини до сьогодення: наук. довід. / ДАСО; упоряд. Л. А. Покидченко; відп. ред. Л. П. Сапухіна. — Суми: Слобожанщина, 2000. — 384 с.
- Державний архів Сумської області. 75 років / ДАСО; упоряд. Л. А. Покидченко. — Суми, 2000. — 19 с.
- История украинского еврейства в документальных и печатных источниках Госархива Сумской области: путеводитель. — Сумы: Казацкий вал, 2001. — 166 с. (рос.)
- Розсекречені друковані видання періоду Другої світової війни і присвячені Великій Вітчизняній війні: огляд / ДАСО. — Суми, 2001. — 16 с.
- Державний архів Сумської області: путівник / ДАСО; авт.-упоряд.: Л. А. Покидченко (відп. упоряд.) та ін. — Суми; Київ, 2002. — 320 с.
- Евфалия Хатаева о времени и о себе… / Госархив Сумской области; Госархив Курской области; сост., текстолог., вступ. ст., обзор фонда, коммент. Л. А. Покидченко. — Сумы: АС-Медиа, 2002. — 24 с. (рос.)
- Голодомор 1932—1933 років на Сумщині / ДАСО; упоряд. Л. А. Покидченко. — Суми: Ярославна, 2006. — 356 с.
- Матеріали науково-практичної конференції дослідників «Петровські читання», 2 червня 2006 р. / ДАСО; редкол.: Л. А. Покидченко (відп. ред.) та ін. — Суми, 2006. — 100 с.
- Петров Г. Щоденники. Нариси. Статті / Державний архів Сумської обл.; упоряд.: Л. А. Покидченко (відп. упоряд.), В. А. Марченко, Г. С. Сафонова; передм. Л. А. Покидченко; під ред. Л. А. Покидченко. — Київ: Фенікс, 2016. — 977 с.

### Статті
- Використання архівних документів у краєзнавчій роботі з молоддю // Патріотичне виховання школярів та студентів у позакласній краєзнавчій суспільнокорисній діяльності / СДПІ ім. А. С. Макаренка та ін. — Суми, 1992. — С. 58—61.
- 1933-й: Україна як боржниця СРСР… (архівні документи про голод на Сумщині) // Сумщина. — 1993. — 10 лип. (№ 74). — С. 2.
- История памятника, прекрасная и трагическая (до 95-ї річниці відкриття пам'ятника І. Г. Харитоненку в Сумах) // Ваш шанс. — 1994. — 3—9 марта. (№ 9). — С. 4. (рос.)
- Документальные материалы по истории евреев в Госархиве Сумской области // Документальные материалы по истории евреев в архивах СНГ и стран Балтии: предварительный список архивных фондов. — СПб., 1994. — С. 95. (рос.)
- Архивные документы об истории памятника И. Г. Харитоненко в Сумах // Матеріали другої Сумської обласної наукової історико-краєзнавчої конференції (Ч. 1: Історія) / СДПІ ім. А. С. Макаренка та ін. — Суми, 1994. — С. 54—58. (рос.)
- «…Почему бы и не полететь нам всем своими сердцами в светлой радости»: (история русской эмиграции по документам Госархива Сумской области) (з щоденника співачки Є. Хатаєвої, життя якої пов'язане з Сумщиною) // Ваш шанс. — 1995. — 5—15 января (№ 1). — С. 4. (рос.)
- За історії українізації // Тези доповідей науково-теоретичної конференції викладачів, співробітників, аспірантів та студентів Сумського держуніверситету з соціально-гуманітарних проблем / Сумський держ. ун-т. — Суми: СумДУ, 1995. — С. 41—42.
- Пам'ятник Іванові Харитоненку в Сумах // Пам'ятки України: історія і культура. — 1997. — № 2. — С. 124—125.
- Воспоминание об исследователе [до річниці з дня смерті відомого журналіста і краєзнавця Г. Т. Петрова] // Сумское обозрение. — 1997. — 10 окт. (№ 41). — С. 8. (рос.)
- Еврейские фонды Госархива Сумской области // Єврейська історія та культура в країнах Центральної та Східної Європи: зб. наук. пр. : матеріали конф. (25 верес. 1997 р.). Т. 1 / Ін-т Юдаїки; Національна бібліотека України імені В. І. Вернадського. — Київ, 1998. — С. 156—157. (рос.)
- Узагальнення відомостей з адміністративно-територіального поділу Сумської області від перших державних утворень до початку ХІХ ст. // Третя Сумська обласна наукова історико-краєзнавча конференція, 7—8 груд. 1999 р.: зб. ст. / СДПІ ім. А. С. Макаренка та ін. — Суми, 1999. — С. 68—71.
- Розсекречені друковані видання періоду окупації Сумської області — одне із джерел вивчення історії Другої світової війни // Матеріали ювілейної науково-практичної конференції, присвяченої 75-річчю Державного архіву Сумської області / ДАСО ; відп. ред. Л. А. Покидченко. — Суми, 2000. — С. 71—74.
- Обличчя архіву [стаття присвячена 75-річчю ДАСО і розповідає про працівників архівних установ Сумщини] // Архівіст: інф. вісник ДАСО (Суми). — 2000. — 20 груд. (№ 4). — С. 4—11.
- Державний архів Сумської області / Л. А. Покидченко, І. Є. Гончарова, Л. Я. Заїка, О. М. Росторгуєва // Архівні установи України: довідник. Т. 1: Державні архіви / Державний комітет архівів України, УНІАСД ; редкол.: Г. В. Боряк (голова) та ін. — 2-е вид., доп. — Київ, 2005. — С. 402—416.
- Діла минають — документи залишаються [до 80-річчя ДАСО] / Г. М. Іванущенко, Л. А. Покидченко // Сумський історико-архівний журнал. — 2005. — № 1. — С. 5—10.
- Щоденники Геннадія Терентійовича Петрова. 1949—1954 рр. // Матеріали науково-практичної конференції дослідників «Петровські читання», 2 черв. 2006 р. / ДАСО ; відп. ред. Л. А. Покидченко. — Суми, 2006. — С. 6—38.
- Передмова // Книга пам'яті Сумської області: в 3 т. Т. 1: Забуттю не підлягає: анот. покажч. / ДАСО; авт.-упоряд. О. С. Коваленко; під ред. Л. А. Покидченко. — Суми: Ярославна, 2007. — С. 5—6.
- Розділ 2. Документи (із збірника «Голодомор 1932—1933 років на Сумщині») // Національна книга пам'яті жертв голодомору 1932—1933 років в Україні. Сумська область / Український інститут національної пам'яті; Сумська обласна державна адміністрація; обл. редкол.: О. Ф. Лаврик (співголова), О. В. Медуниця (співголова), Л. А. Покидченко та ін. — Суми: Собор, 2008.
- «…Мені й тепер чується глухий стогін вмираючих безвинних добрих людей» // Причина смерті: українець. З історії вивчення Голодомору 1932—1933 років на Сумщині / ДАСО; упоряд. Г. М. Іванущенко. — Суми, 2008. — С. 3—14.
- З історії церковно-територіального поділу Сумщини // Сумський історико-архівний журнал. — 2009. — № 6—7. — С. 128—132.
- Документи з історії родини Харитоненків в Державному архіві Сумської області // Матеріали історико-краєзнавчої конференції до 190-річчя з дня народження І. Г. Харитоненка, 5 жовтня 2012 р. / ДВНЗ «Українська академія банківської справи». — Суми, 2012. — С. 62—69.
- Іван Харитоненко — засновник династії цукрозаводчиків // Архіви України. — 2013. — № 1. — С. 127—145.
- Лада, донька Павла: до 80-річчя від дня народження Л. П. Сапухіної // Календар знаменних і пам'ятних дат Сумщини на 2016 рік / Сумська обласна універсальна наукова бібліотека; уклад. О. К. Линник. — Суми, 2015. — С. 27—31.
- Невідомий Петров: до 80-річчя від дня народження Г. Т. Петрова // Календар знаменних і пам'ятних дат Сумщини на 2016 рік / Сумська обласна універсальна наукова бібліотека; уклад. О. К. Линникуклад.: Л. А. Покидченко, О. К. Линник. — Суми, 2015. — С. 84—90.
- Належить вічності — заповіт Геннадія Петрова // Треті Петровські читання: до 80-річчя від дня народження Г. Т. Петрова: матеріали наук.-практ. конф., 2 червня 2016 р. / Сумська обласна універсальна наукова бібліотека; підгот. О. М. Малиш. — Суми, 2016. — С. 12—25.